# ناحیه مقارین
ناحیه مقارین (به عربی: دائرة مقارین) یک ناحیه در الجزایر است که در استان ورقله واقع شده‌است. ناحیه مقارین ۹۲۰ کیلومتر مربع مساحت و ۲۱٬۸۲۳ نفر جمعیت دارد.